# LT vz. 34
LT vz. 34 (ČKD P-II) – czechosłowacki lekki czołg z okresu II wojny światowej, pierwsza konstrukcja czechosłowacka wprowadzono na uzbrojenie armii czechosłowackiej.

## Historia konstrukcji
W 1932 roku w zakładach Českomoravská Kolben Daněk w Slanach opracowano lekki czołg, który otrzymał oznaczenie P-II. Była to pierwsza konstrukcja tego typu w Czechosłowacji. Po próbach fabrycznych oraz państwowych, armia czechosłowacka zamówiła serię 50 czołgów tego typu i były to pierwsze czołgi rodzimej produkcji wprowadzone do uzbrojenia. Otrzymał wojskowe oznaczenie LT vz. 34. Umowę na dostawę podpisano w dniu 19 kwietnia 1933 roku, a pierwsze wozy miały być dostarczone do 30 września 1933 roku. Pierwsze czołgi nie posiadały jeszcze armat, które nie były gotowe i zamontowano je dopiero później.
Produkcja początkowo odbywała się w zakładach ČKD w Slanach, a następnie w Pradze, w latach 1933–1936. 

## Użycie
Czołg LT vz. 34 weszły oficjalnie do uzbrojenia armii czechosłowackiej w dniu 13 czerwca 1935 roku, a pierwsza jednostka, 1 pułk pancerny, otrzymał te czołgi 18 grudnia 1935 roku; później czołgi te weszły także na uzbrojenie 3 i 2 pułku pancernego armii czechosłowackiej.
Pojazdy w 1939 roku zostały przejęte przez wojska niemieckie, gdzie jednak nie były użytkowane, gdyż były już przestarzałe. Natomiast 27 czołgów tego typu przejęła armia słowacka, gdzie jednak były już wykorzystywane jedynie do szkolenia, do czasu ich naturalnego zużycia.

## Opis pojazdu
Czołg LT vz. 34 był czołgiem lekkim, posiadał opancerzenie grubości od 8 do 15 mm. Był dobrze uzbrojony, w wieży miał armatę przeciwpancerna kal. 37 mm i sprzężony z nią ciężki karabin maszynowy kal. 7,92 mm oraz drugi zamontowany w kadłubie, z zakresem ruchu w poziomie - 20° i pionie, od – 20° do + 25°. Czołg był napędzany silnikiem benzynowym, chłodzonym wodą o mocy 62,5 KM, co pozwalało na rozwinięcie prędkości do 30 km/h. 